# Marc Yor
Marc Yor (Brétigny-sur-Orge, 24 de julho de 1949 – Saint-Chéron (Essonne), 9 de janeiro de 2014) foi um matemático francês.